# Sven Linder
Sven Gustaf Linder, född 14 augusti 1939, död 15 april 2011, var en svensk diplomat och ambassadör. Linder började arbeta på Utrikesdepartementet 1965 och har bland annat tjänstgjort i Lagos, Bonn, Tel Aviv och London. Han var ambassadör i Bukarest 1987-89, i Peking 1992-97 (sidoackrediterad i Pyongyang och Ulan Bator) och i Kairo 2000-03 (sidoackrediterad i Khartoum). Vid de första demokratiska valen i Kambodja 1998 ledde han EU:s valobservatörer. I samband med TV4:s avslöjande om Egyptenavvisningarna 2004 blev Linder riksbekant. Han hade två år tidigare skrivit en rapport som fastslog att Ahmed Agiza och Muhammed al Zery, vilka utvisats från Sverige på grund av amerikanska terroristanklagelser, hade utsatts för viss tortyr i egyptiskt fängelse. Rapporten föranledde dock inget svenskt agerande eftersom, enligt rättschefen Carl Henrik Ehrenkrona, den svenska regeringen inte trodde på uppgifterna och eftersom det skulle kunna skada dels männen själva, men också Sveriges relation med Egypten om man spred ”obekräftade uppgifter av det slaget”.